# 塔之澤
塔之澤（とうのさわ）は、神奈川県足柄下郡箱根町の大字。「塔之沢」や「塔ノ沢」、「塔の沢」など簡単な字で表記されることが多い。
早川渓谷沿いの塔之沢温泉やあじさい寺の名で親しまれる阿弥陀寺などで知られる。

## 地理
足柄下郡箱根町東部に位置する町で、箱根町湯本・大平台、及び小田原市久野・入生田と隣接する。
地内南部を流れる急峻な早川渓谷に沿って国道1号が走り、渓谷の周辺には箱根温泉の一つである塔之沢温泉の温泉街が広がる。早川北岸には小田急箱根鉄道線（箱根登山電車）が走っており、温泉街の上部に塔ノ沢駅がある。塔ノ沢駅の先には早川の谷底より43メートルの高さに架かる早川橋梁（出山の鉄橋）があり、登山鉄道の名所として親しまれている。
町の北側には箱根山古期外輪山の塔ノ峰がそびえ、中腹にはあじさい寺の名で知られる阿弥陀寺がある。

### 山
- 箱根山古期外輪山
  - 塔ノ峰

### 河川
- 早川

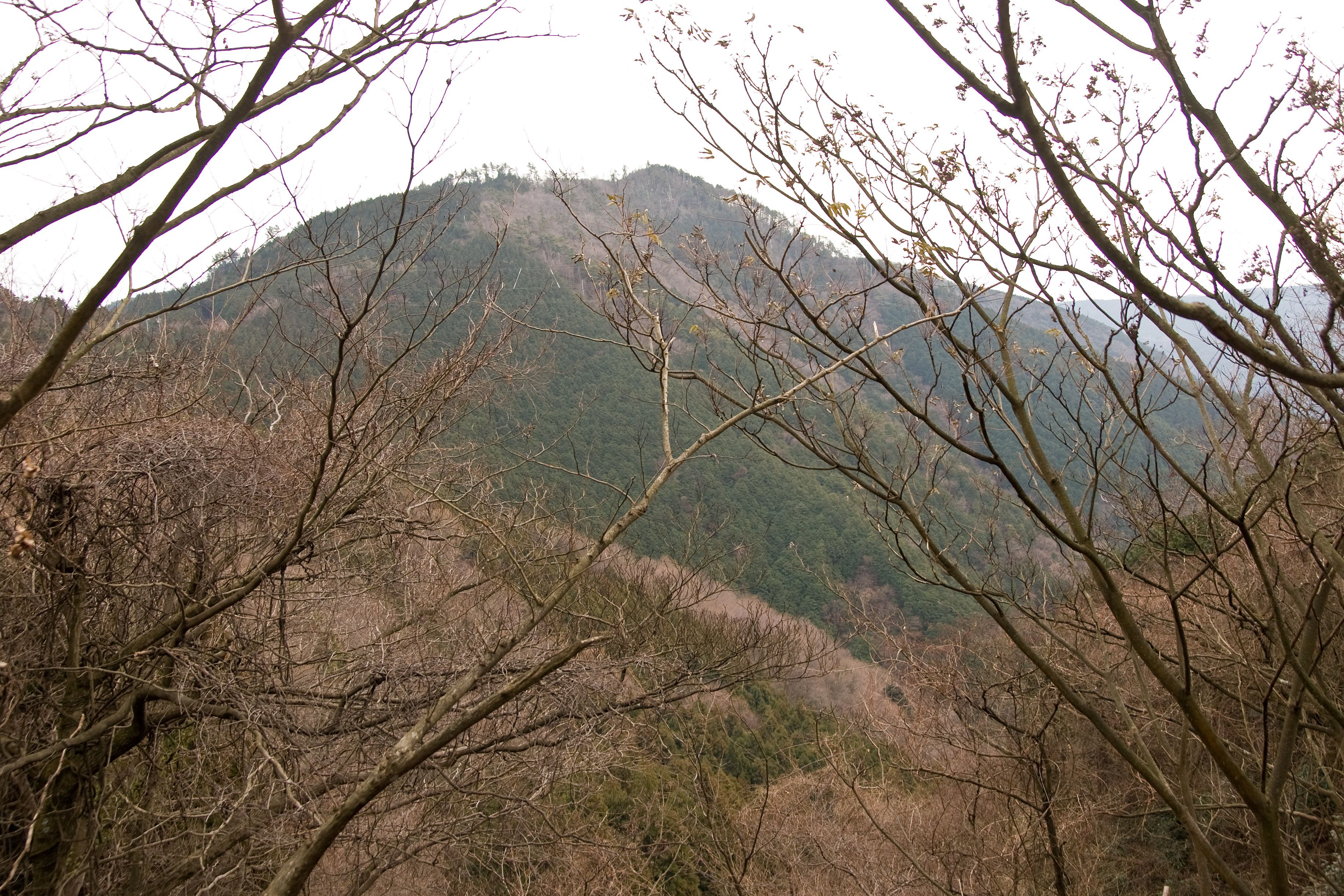
塔ノ峰
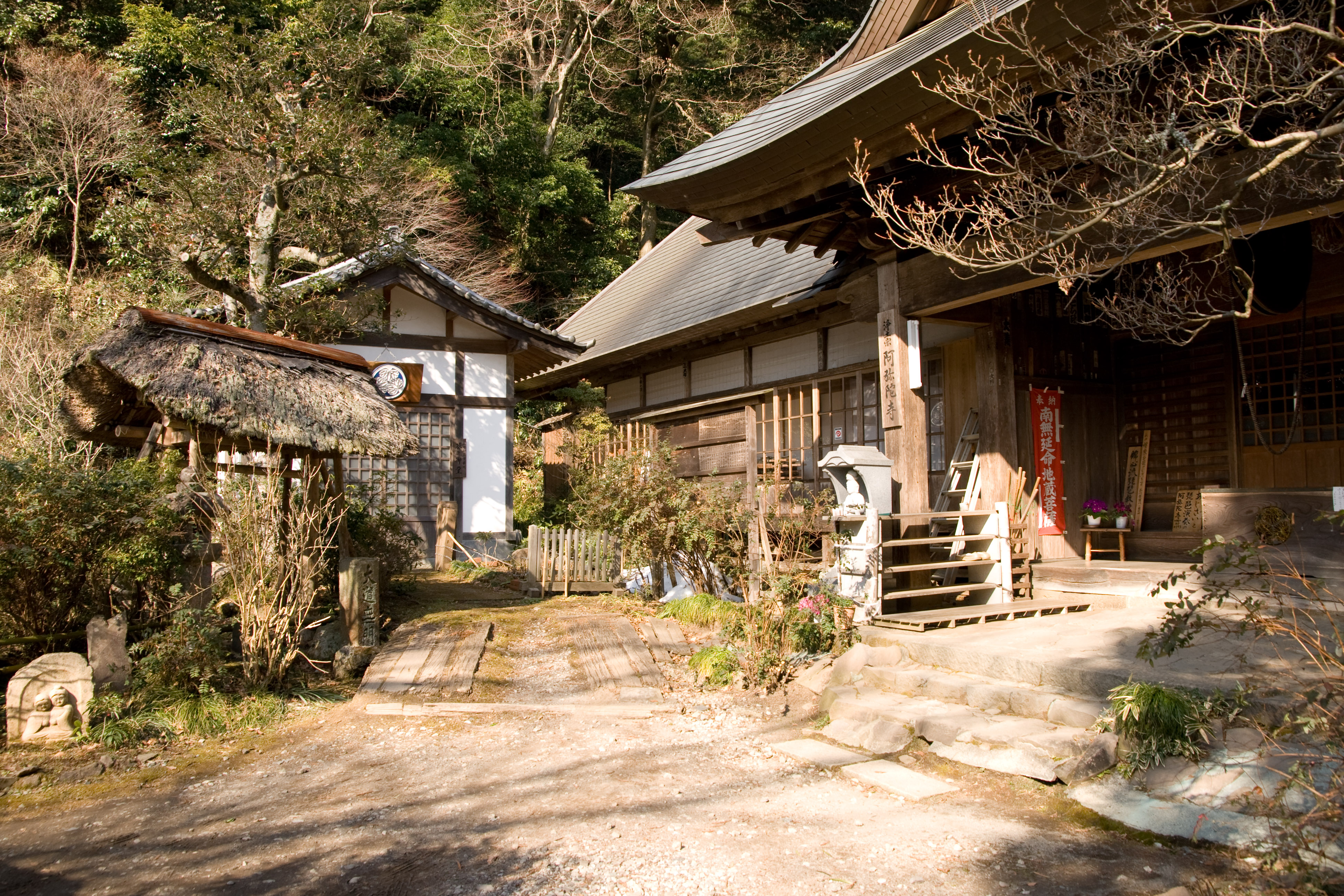
塔ノ峰中腹にある阿弥陀寺

## 世帯数と人口
2020年（令和2年）10月1日現在（国勢調査）の世帯数と人口（総務省調べ）は以下の通りである。
| 大字   | 世帯数 | 人口 |
| ------ | ------ | ---- |
| 塔之澤 | 63世帯 | 69人 |

### 人口の変遷
国勢調査による人口の推移。
| 年                 | 人口 |
| ------------------ | ---- |
| 1995年（平成7年）  | 159  |
| 2000年（平成12年） | 95   |
| 2005年（平成17年） | 65   |
| 2010年（平成22年） | 40   |
| 2015年（平成27年） | 53   |
| 2020年（令和2年）  | 69   |

### 世帯数の変遷
国勢調査による世帯数の推移。
| 年                 | 世帯数 |
| ------------------ | ------ |
| 1995年（平成7年）  | 107    |
| 2000年（平成12年） | 62     |
| 2005年（平成17年） | 49     |
| 2010年（平成22年） | 30     |
| 2015年（平成27年） | 47     |
| 2020年（令和2年）  | 63     |

## 事業所
2021年（令和3年）現在の経済センサス調査による事業所数と従業員数は以下の通りである。
| 大字   | 事業所数 | 従業員数 |
| ------ | -------- | -------- |
| 塔之澤 | 11事業所 | 219人    |

### 事業者数の変遷
経済センサスによる事業所数の推移。
| 年                 | 事業者数 |
| ------------------ | -------- |
| 2016年（平成28年） | 14       |
| 2021年（令和3年）  | 11       |

### 従業員数の変遷
経済センサスによる従業員数の推移。
| 年                 | 従業員数 |
| ------------------ | -------- |
| 2016年（平成28年） | 211      |
| 2021年（令和3年）  | 219      |

## 交通

### 鉄道

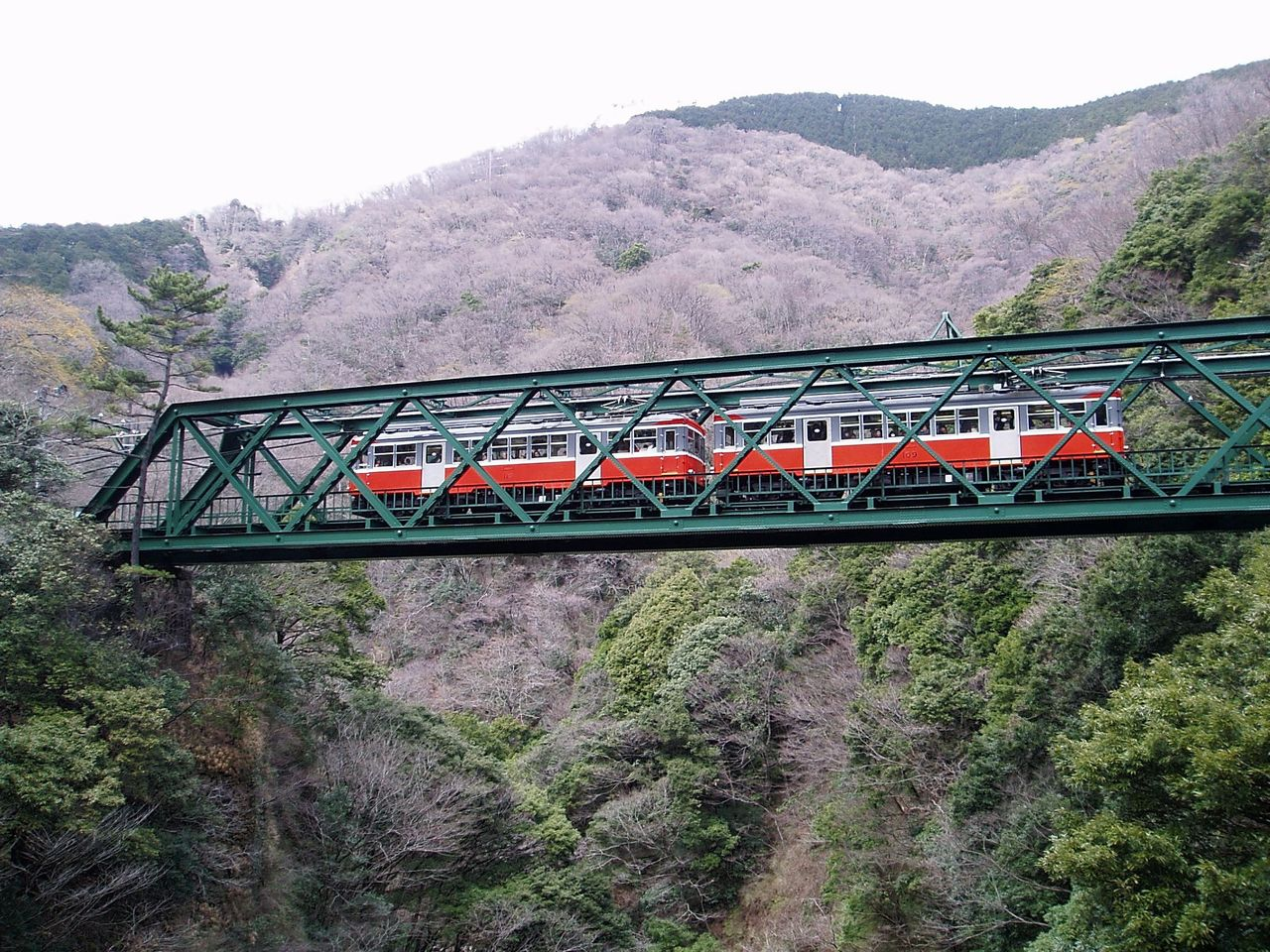
鉄道線の早川橋梁

- 小田急箱根
  - 鉄道線（箱根登山電車）：塔ノ沢駅

### バス
- 箱根登山バス
- 伊豆箱根バス

### 道路
- 国道1号（東海道、箱根国道）
- 国道138号（国道1号と重複）

## 施設
- 塔之沢発電所
- 塔之沢温泉
- 阿弥陀寺
- 熊野神社

環翠楼（かんすいろう）・一の湯・紫雲荘・福住楼といった茶屋が多く置かれている。

## その他

### 日本郵便
- 郵便番号 : 250-0315[3]（集配局 : 小田原郵便局[15]）。